# Tomi Shimomura
Tomi Shimomura (Hokkaido, 18 december 1980) is een Japans voetballer.

## Carrière
Tomi Shimomura speelde tussen 2003 en 2011 voor Cerezo Osaka, JEF United Ichihara Chiba en Montedio Yamagata. Hij tekende in 2012 bij Shonan Bellmare.